# Сибур-РТ
«Сибур-РТ» — дочірнє підприємство ПАТ Сибур Холдинг. Штаб-квартира розташована у Казані. Володіє 83 % акцій Нижньокамськнафтохіму і 64 % — Казаньоргсинтезу.

## Історія
У квітні 2021 «Сибур» придбав АТ «Таїф», яке володіло 83 % акцій «Нижньокамськнафтохіму», 64 % — «Казаньоргсинтеза» та 100 % — ТГК-16.
У квітні 2022 АТ «Таїф» перейменовано в «Сібур-РТ».
У 2022 на базі «Сибур-РТ» відкритий центр експертної підтримки бізнесу, функції якого включають технічне і матеріальне забезпечення всіх виробничих об'єктів Сибуру в Росії, а також логістику й корпоративне управління.
У 2023 АТ «Сибур-РТ» продало частину ТГК-16 колишнім власникам, зберігши у власності частку 90,1 % у дочірній енергозбутовій компанії ПЕСТ.
У березні 2024 компанія відкрила оновлений офіс у Казані. Інвестиції у його створення становили 1,3 млрд рублів.

## Керівництво
Квітень 2021 — травень 2022 — Руслан Шигабутдінов.
Травень 2022 — липень 2022 — Юлія Попова.
Липень 2022 — липень 2023 — Олексій Никифоров.
З липня 2023 — Айрат Сафін.

## Власники
100 % акцій належать ПАТ «Сибур Холдинг».